# يوم النصر (تركيا)
يوم النصر (بالتركية: Zafer Bayramı), معروف أيضاً بـيوم القوات المسلحة التركية (بالتركية: Türk Silahlı Kuvvetleri Günü) هو يوم عطلة رسمية في تركيا لإحياء ذكرى النصر في معركة دوملوبونار أثناء حرب الإستقلال في 30 أغسطس 1922.

## الخلفية
في يوم النصر، يتم إحياء ذكرى النصر الحاسم لتركيا في معركة دوملوبونار، آخر معارك الحرب التركية اليونانية في الثلاثين من أغسطس/آب عام 1922. انتهى بعد المعركة، الوجود اليوناني في الأناضول، تلتها معاهدة لوزان التي شكلت الجمهورية التركية. ويتم الإحتفال بيوم النصر كعطلة رسمية منذ العام 1926، واحتُفِلَ به لأول مرة في 30 أغسطس 1923.

### التقاليد
يُحتفل بيوم النصر في تركيا وشمال قبرص، وفي القنصليات والسفارات الخارجية، وهو كذلك احتفال القوات المسلحة التركية. يُقام الإحتفال الرئيسي عند آنيت كابير في أنقرة، حيث يترأس رئيس الدولة باقي المسؤولين في وضع أكاليل الزهور، ووقوف تشريفي على أرواح الشهداء، ثم إلقاء خطاب في هذه المناسبة بعد انشاد النشيد الوطني. تُعقد المراسيم كذلك في أكاديمية الحرب في إسطنبول، حيث تتم كافة الترقيات العسكرية في هذا اليوم. وتُقام المواكب العسكرية الوطنية في كافة المدن الكبرى مع أنقرة. يبدأ فريق النجوم التركية بعرض جوي فوق دوملوبونار. وفي المساء، تُقام عدة حفلات موسيقية في المدن الرئيسية تكريماً للرجال والنساء في القوات المسلحة، إلى جانب اكتساء الشوارع وشرف المنازل بالعلم التركي. يقوم رئيس تركيا بصفته رئيس الأركان باستضافة حدث وطني في القصر الرئاسي.

## معرض الإحتفالات

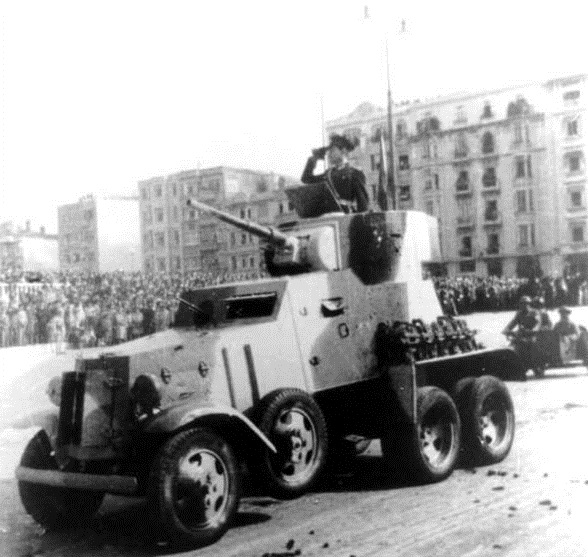
جندي تركي على آلية BA-3/6 أثناء الإستعراض العسكري في أنقرة (1935)
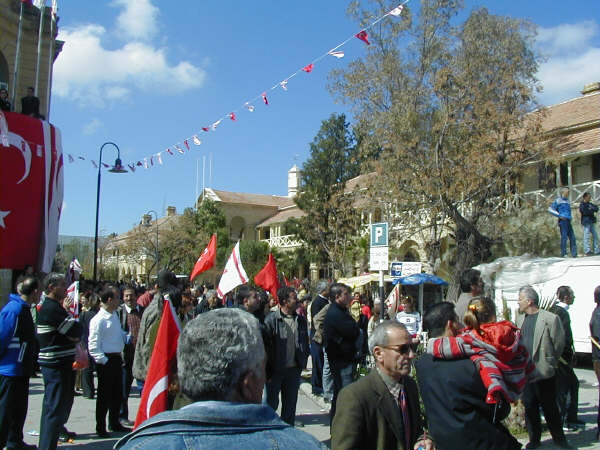
احتفالات يوم النصر في شمال نيقوسيا, شمال قبرص (2006)
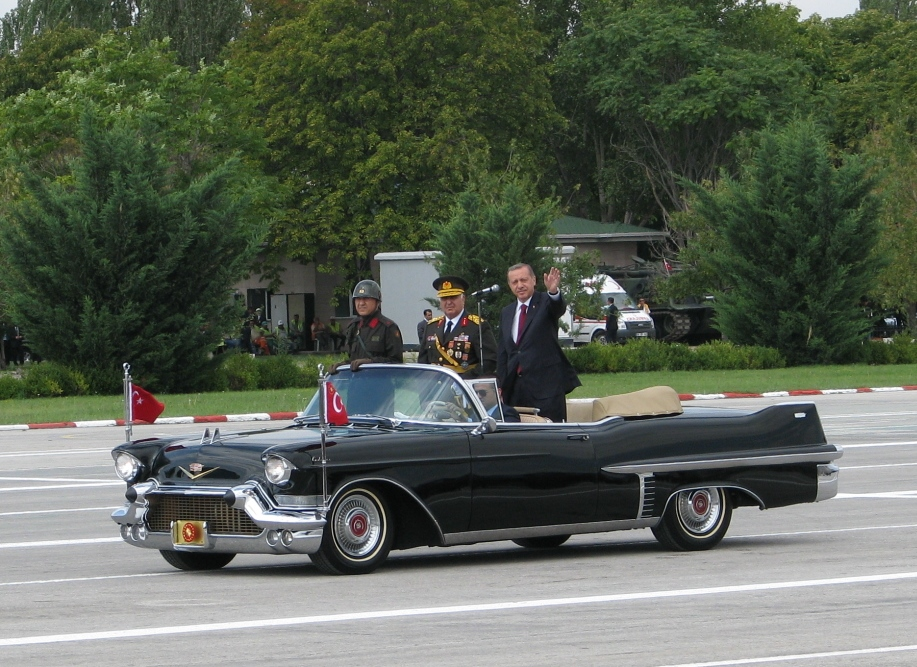
الرئيس رجب طيب أردوغان يحيي الناس أثناء استعراض (2014)